# Асуан (губернаторство)
Асуа́н (араб. أسوان) — губернаторство (мухафаза) в Арабській Республіці Єгипет. Адміністративний центр — місто Асуан.
Губернаторство розташоване на півдні країни, у долині Нілу. Знаходиться на захід від губернаторства Червоне Море, на схід від губернаторства Нова Долина. На півночі межує з губернаторством Кена, на півдні — з Суданом.
Губернаторство славиться своїми історичними пам'ятками часів фараонів (Абу-Сімбел, Елефантина, Нехен, храми Ком-Омбо, Есни), а також Асуанською ГЕС, яка виробляє електроенергією не тільки на весь Єгипет, а й сусідні країни.
Населення — 1 186 482 особи (2006). Крім арабів, тут проживають також нубійці та значна частина бедуїнів, що ведуть кочовий спосіб життя.

## Найбільші міста
| № | Місто             | Населення, осіб (2006) |
| - | ----------------- | ---------------------- |
| 1 | Асуан             | 266 013                |
| 2 | Ком-Омбо          | 71 596                 |
| 3 | Ідфу              | 69 000                 |
| 4 | Дарау             | 38 400                 |
| 5 | Ель-Басалія-Бахрі | 21 000                 |
| 6 | Ес-Сібая-Гарб     | 16 300                 |

## Відомі жителі, уродженці
- Аббас Ель-Аккад — письменник, філософ
- Мухаммед Мунір — співак